# Lutzomyia preclara
Lutzomyia preclara är en tvåvingeart som beskrevs av Young D. G., Arias J. R. 1984. Lutzomyia preclara ingår i släktet Lutzomyia och familjen fjärilsmyggor. Inga underarter finns listade i Catalogue of Life.